# Super 12 1996
Il Super 12 1996 fu la prima edizione del Super Rugby, competizione professionistica di rugby a 15 organizzata dal SANZAR tra i club di Australia, Nuova Zelanda e Sudafrica e, in assoluto, fu il primo torneo professionistico di tale disciplina dell'Emisfero Sud.
La stagione d'esordio vide alla partenza tre franchise australiane, cinque neozelandesi e quattro squadre provinciali di club sudafricane (il sistema delle franchise fu introdotto solo a partire dal 1998 in Sudafrica).
Ogni squadra incontrò tutte le altre in partita di sola andata; per non aggravare i costi di trasferta alcuni turni furono di quattro o cinque incontri, sì da permettere alle squadre in visita in un continente di disputare tutti gli incontri in giornate consecutive; per tale ragione il calendario prevedette 12 giornate invece di 11.
Le semifinali si disputarono tra le prime quattro classificate (Queensland Reds, Auckland Blues, Natal Sharks e  Northern Transvaal); la finale, in gara unica all'Eden Park di Auckland, vide la squadra di casa prevalere sui sudafricani del Natal per 45-21.

## Squadre partecipanti e ambiti territoriali

### Australia
- Brumbies (Canberra, Territorio della Capitale Australiana)
- Waratahs (Sydney, Nuovo Galles del Sud)
- Reds (Brisbane, Queensland)

### Nuova Zelanda
- Auckland Blues (Auckland, Isola del Nord)
- Waikato Chiefs (Hamilton, regione di Waikato, Isola del Nord)
- Crusaders (Christchurch, Regione di Canterbury, Isola del Sud)
- Highlanders (Dunedin, regione di Otago, Isola del Sud)
- Hurricanes (Wellington, Isola del Nord)

### Sudafrica
- Natal Sharks (Durban, provincia di KwaZulu-Natal)
- Northern Transvaal (Pretoria, province di Gauteng e Limpopo)
- Gauteng Lions (Johannesburg)
- Western Province (Città del Capo, provincia del Capo Occidentale)

## Stagione regolare

### Risultati
|          | 1ª giornata                     |       |
| -------- | ------------------------------- | ----- |
| 1-3-1996 | Hurricanes - Blues              | 28-36 |
| 1-3-1996 | NSW Waratahs - G. Lions         | 32-11 |
| 2-3-1996 | Natal - Western Province        | 28-22 |
| 3-3-1996 | Chiefs - Crusaders              | 27-26 |
| 3-3-1996 | Highlanders - Reds              | 57-17 |
| 5-3-1996 | ACT Brumbies - North. Transvaal | 13-9  |

|           | 4ª giornata                    |       |
| --------- | ------------------------------ | ----- |
| 20-3-1996 | North. Transvaal - Highlanders | 59-29 |
| 22-3-1996 | Crusaders - Western Province   | 16-16 |
| 23-3-1996 | G. Lions - Chiefs              | 26-23 |
| 24-3-1996 | NSW Waratahs - ACT Brumbies    | 44-10 |
| 24-3-1996 | Hurricanes - Reds              | 25-32 |
|           |                                |       |

|           | 7ª giornata                |       |
| --------- | -------------------------- | ----- |
| 6-4-1996  | Hurricanes - Natal Sharks  | 27-43 |
| 7-4-1996  | Blues - North. Transvaal   | 30-26 |
| 8-4-1996  | Crusaders - ACT Brumbies   | 6-29  |
| 10-4-1996 | Highlanders - Natal Sharks | 33-32 |
|           |                            |       |
|           |                            |       |

|           | 10ª giornata                    |       |
| --------- | ------------------------------- | ----- |
| 26-4-1996 | G. Lions - Crusaders            | 55-23 |
| 26-4-1996 | Reds - Blues                    | 51-13 |
| 27-4-1996 | North. Transvaal - Hurricanes   | 38-20 |
| 27-4-1996 | Natal Sharks - Crusaders        | 58-26 |
| 28-4-1996 | Western Province - ACT Brumbies | 25-16 |
| 28-4-1996 | Chiefs - NSW Waratahs           | 39-17 |

|           | 2ª giornata                     |       |
| --------- | ------------------------------- | ----- |
| 9-3-1996  | Highlanders - G. Lions          | 29-15 |
| 9-3-1996  | Western Province - NSW Waratahs | 22-30 |
| 9-3-1996  | ACT Brumbies - Hurricanes       | 35-28 |
| 9-3-1996  | North. Transvaal - Natal Sharks | 30-8  |
| 10-3-1996 | Reds - Chiefs                   | 26-22 |
| 10-3-1996 | Crusaders - Blues               | 18-49 |

|           | 5ª giornata                 |       |
| --------- | --------------------------- | ----- |
| 27-3-1996 | Blues - Western Province    | 48-30 |
| 29-3-1996 | Reds - North. Transvaal     | 25-18 |
| 29-3-1996 | Crusaders - NSW Waratahs    | 21-16 |
| 29-3-1996 | ACT Brumbies - Natal Sharks | 44-31 |
| 30-3-1996 | Chiefs - Western Province   | 44-17 |
| 30-3-1996 | Highlanders - Hurricanes    | 15-44 |

|           | 8ª giornata                 |       |
| --------- | --------------------------- | ----- |
| 10-4-1996 | Chiefs - North. Transvaal   | 17-9  |
| 13-4-1996 | G. Lions - Western Province | 23-26 |
| 14-4-1996 | Hurricanes - Crusaders      | 13-36 |
| 14-4-1996 | Reds - NSW Waratahs         | 15-13 |
| 16-4-1996 | Highlanders - Chiefs        | 5-22  |
|           |                             |       |

|          | 11ª giornata                    |       |
| -------- | ------------------------------- | ----- |
| 1-5-1996 | Natal Sharks - G. Lions         | 49-13 |
| 1-5-1996 | Blues - NSW Waratahs            | 56-44 |
| 4-5-1996 | North. Transvaal - ACT Brumbies | 23-10 |
| 4-5-1996 | Chiefs - Hurricanes             | 15-23 |
| 5-5-1996 | Natal Sharks - Reds             | 20-21 |
| 5-5-1996 | Crusaders - Highlanders         | 27-29 |

|           | 3ª giornata                     |       |
| --------- | ------------------------------- | ----- |
| 15-3-1996 | ACT Brumbies - Blues            | 40-34 |
| 15-3-1996 | Hurricanes - G. Lions           | 32-16 |
| 16-3-1996 | Western Province - Highlanders  | 25-52 |
| 16-3-1996 | North. Transvaal - NSW Waratahs | 32-29 |
| 17-3-1996 | Reds - Crusaders                | 52-16 |
| 17-3-1996 | Natal Sharks - Chiefs           | 63-25 |

|          | 6ª giornata                  |       |
| -------- | ---------------------------- | ----- |
| 2-4-1996 | Blues - Highlanders          | 51-29 |
| 2-4-1996 | NSW Waratahs - Natal Sharks  | 6-34  |
| 3-4-1996 | Chiefs - ACT Brumbies        | 26-18 |
| 3-4-1996 | Crusaders - North. Transvaal | 18-34 |
| 3-4-1996 | Reds - Western Province      | 36-26 |
|          |                              |       |

|           | 9ª giornata                   |       |
| --------- | ----------------------------- | ----- |
| 19-4-1996 | North. Transvaal - G. Lions   | 25-15 |
| 20-4-1996 | ACT Brumbies - Reds           | 21-20 |
| 20-4-1996 | Blues - Chiefs                | 39-31 |
| 21-4-1996 | NSW Waratahs - Highlanders    | 29-25 |
| 23-4-1996 | Western Province - Hurricanes | 35-25 |
|           |                               |       |

|           | 12ª giornata                        |       |
| --------- | ----------------------------------- | ----- |
| 7-5-1996  | G. Lions - Blues                    | 34-22 |
| 10-5-1996 | Western Province - North. Transvaal | 6-35  |
| 10-5-1996 | NSW Waratahs - Hurricanes           | 52-25 |
| 11-5-1996 | Natal Sharks - Blues                | 23-30 |
| 11-5-1996 | G. Lions - Reds                     | 16-25 |
| 12-5-1996 | ACT Brumbies - Highlanders          | 70-26 |

### Classifica
|  |     | Squadra              | G  | V | N | P | PF  | PS  | P±   | B | Pt |
|  | --- | -------------------- | -- | - | - | - | --- | --- | ---- | - | -- |
|  | 1.  | Queensland Reds      | 11 | 9 | 0 | 2 | 320 | 247 | 73   | 5 | 41 |
|  | 2.  | Auckland Blues       | 11 | 8 | 0 | 3 | 408 | 354 | 54   | 9 | 41 |
|  | 3.  | Northern Transvaal   | 11 | 8 | 0 | 3 | 329 | 208 | 121  | 6 | 38 |
|  | 4.  | Natal Sharks         | 11 | 6 | 0 | 5 | 389 | 277 | 112  | 9 | 33 |
|  | 5.  | ACT Brumbies         | 11 | 7 | 0 | 4 | 306 | 273 | 33   | 4 | 32 |
|  | 6.  | Waikato Chiefs       | 11 | 6 | 0 | 5 | 291 | 269 | 22   | 4 | 28 |
|  | 7.  | NSW Waratahs         | 11 | 5 | 0 | 6 | 312 | 290 | 22   | 8 | 28 |
|  | 8.  | Otago Highlanders    | 11 | 5 | 0 | 6 | 329 | 391 | −62  | 6 | 26 |
|  | 9.  | Hurricanes           | 11 | 3 | 0 | 8 | 290 | 353 | −63  | 5 | 17 |
|  | 10. | Gauteng Lions        | 11 | 3 | 0 | 8 | 228 | 299 | −71  | 4 | 16 |
|  | 11. | Western Province     | 11 | 3 | 1 | 7 | 251 | 353 | −102 | 1 | 15 |
|  | 12. | Canterbury Crusaders | 11 | 2 | 1 | 8 | 234 | 373 | −139 | 2 | 12 |

## Play-off

### Semifinali
| Arbitro: | Paddy O'Brien |

|                                       |      |                                                                                |
| M. Foley 38’ tecnica 45’ T. Horan 75’ | mt   | 2’, 29’, 68’ C. v.d. Westhuizen 24’ v. Heerden 33’, 41’ A. Joubert 72’ Thomson |
| Eales 45’, 75’                        | tr   | 24’, 41’ Honiball 68’, 72’ A. Joubert                                          |
| Eales 45’, 75’                        | c.p. |                                                                                |

| Arbitro: | Wayne Erickson |

|                                                               |      |             |
| Lomu (2) Tonu'u Ngauamo Fitzpatrick Cashmore R. Brooke Vidiri | mt   | Breytenbach |
| Cashmore (4)                                                  | tr   |             |
|                                                               | c.p. | Kruger (2)  |

### Finale
| Arbitro: | Wayne Erickson |

| |              | |
| 10’ Lomu 17’ Blowers 22’ Spencer 41’ Clarke 43’ Riechelmann 78’ Ngaunamo                                                                                         | mt           | 35’ A. Joubert 52’ Small |
| 41’, 55’, 78’ Cashmore | tr           | 35’ Honiball |
| 2’, 55’, 62’ Cashmore | c.p.         | 5’, 27’, 30’ Honiball |
| · Cashmore · Vidiri · Clarke · Ngauamo · Lomu · Spencer · Tonu'u · Dowd · Fitzpatrick (c) · Brown · R. Brooke · 55’ Riechelmann · M. Jones · Blowers · Z. Brooke | Formazioni   | · A. Joubert · Small 72’ · Thomson · Muir · C. v.d. Westhuizen · Honiball · Putt 53’ · O. le Roux · Allan · Garvey · Andrews · Atherton · Fyvie · v. Heerden 60’ · Teichmann (c) |
| · 55’ Chandler | Sostituzioni | · R. du Preez 53’ · Kriese 60’ · J. Joubert 72’ |
| Graham Henry | Allenatori   | Ian McIntosh |